# イェルツ
イェルツ（イタリア語: Jerzu）は、イタリア共和国サルデーニャ自治州ヌーオロ県にある、人口約3,200人の基礎自治体（コムーネ）。

## 地理

### 位置・広がり

#### 隣接コムーネ
隣接するコムーネは以下の通り。括弧内のSUは南サルデーニャ県所属を示す。
- アルツァナ
- カルデードゥ
- ガーイロ
- ラヌゼーイ
- オシーニ
- テルテニーア
- ウラッサイ
- ヴィッラプッツ (SU)